# آورای
آورای (به فرانسوی: Avreuil) یک کمون در فرانسه است که در canton of Chaource واقع شده‌است. آورای ۱۰٫۳۳ کیلومتر مربع مساحت دارد ۱۲۹ متر بالاتر از سطح دریا واقع شده‌است.